# Лазарек, Гжегож
Гжегож Лазарек (пол. Grzegorz Łazarek; 8 декабря 1964, Лодзь — 14 января 2018) — польский футболист, полузащитник.

## Биография
Сын футболиста и тренера Войцеха Лазарека. Начал заниматься футболом в 1974 году в школе клуба «Лехия» (Гданьск), воспитанник тренера Михала Глобиша. В 1981 году перешёл в «Лех» из Познани, который тренировал его отец. Дебютировал в составе «Леха» в чемпионате Польши 29 марта 1983 года в матче против ЛКС (Лодзь), выйдя на замену вместо Ярослава Арашкевича. Становился чемпионом страны в сезонах 1982/83 и 1983/84, но в этих сезонах сыграл только по одному матчу. Также стал обладателем Кубка Польши сезона 1983/84 (в финальном матче не играл). Сыграв 13 матчей за три сезона, покинул команду из-за высокой конкуренции на свою позицию.
В 1985 году вернулся в «Лехию», перейдя туда вслед за своим отцом. В составе «Лехии» выходил на поле более регулярно и за три сезона сыграл 48 матчей в высшем дивизионе Польши, забив один гол. В 1988 году перешёл в клуб первого дивизиона «Гвардия» (Варшава), где не смог стать игроком основы, проведя за два с половиной сезона лишь 16 матчей. В январе 1991 года был выставлен на свободный трансфер, после этого завершил профессиональную карьеру.
Скончался 13 января 2018 года в возрасте 53-х лет.